# Etisk egoism
Etisk egoism är ståndpunkten att man ska göra det som är i ens egenintresse(en). Det som är i ens egenintresse kan vara skadligt för andra, nyttigt för andra eller neutralt för andra. Etisk egoism ska inte förväxlas med rationell egoism, som hävdar att det är förnuftigt att handla i sitt egenintresse, men inte att det är ett etiskt imperativ.
Etisk egoism kräver inte att individer struntar i andras välbefinnande, inte heller kräver det att individen avstår från att ta andras välbefinnande i åtanke. Det tillåter möjligheten för bådadera så länge det som väljs är effektivt i att tillfredsställa egenintresset. För vissa, är detta den filosofiska grunden för deras ställningstagande för nyliberalism som innebär att individer inte med våld eller tvång får förhindra andra friheten att handla.
Etisk egoism är i kontrast med den etiska doktrinen altruism som innebär att individer är skyldiga att hjälpa eller tjäna andra. En filosofi som hävdar att man bör vara ärlig, rättvis, välvillig med mera, för att dessa dygder tjänar ens egenintresse är egoistisk; en som hävdar att man bör praktisera dessa dygder av andra skäl än ens egenintresse är inte egoistisk.
Många anser att denna syn är osannolik vid första anblicken, att de som på allvar hävdar den vanligtvis gör det på bekostnad av att omdefiniera "egenintresse" till att innefatta andras intressen. Eller, kan kritiker hävda, att skada eller förslava andra är vad som är i ens egenintresse. En etisk egoist kan svara med att det ofta är främjandet av andras mål som bäst främjar ens egna intressen, eller att genom att helt enkelt tillåta frihet åt andra så är ens eget egenintresse till följd gynnat.
Å andra sidan kan etisk egoism anses vara grund för omoral. Till exempel skrev Thomas Jefferson (USA:s president 1801–1809) i ett brev till Thomas Law, år 1814:
| ”     | Egenintresse, eller snarare egenkärlek, eller egoism har mer rimligt ersatts som grund för moral. Men jag anser att våra relationer med andra utgör moralens gränser. Med oss själva står vi på grund av identitet, inte av relation, som sist, kräver två ämnen, utesluter självkärlek begränsad till ett enda. Till oss själva, i strikt språk, kan vi inte vara skyldiga några plikter, skyldighet kräver också två parter. Självkärlek är därför ingen del av moralen. Det är faktiskt precis motsatsen. | „ |
| [ a ] | |   |

Etisk egoism förekommer i filosofier av bland annat La Rochefoucauld, Friedrich Nietzche och Max Stirner (som var den första filosof att kalla sig själv egoist). Andra, som Ayn Rand, Thomas Hobbes och David Gauthier, har hävdat att de konflikter som uppstår när folk var för sig strävar efter sina mål kan lösas till fördel för varje individ endast om de frivilligt avstår vissa av sina mål – det vill säga, ens egenintresse är ofta eller alltid bäst gynnat av att även tillåta andra att genomföra sina egenintressen; På så vis råder frihet för – och rättvisa mellan – individer.
Att ge upp kortsiktiga egenintressen för att maximera det långsiktiga egenintresset är även känt som "rationell egoism", och detta är idén bakom de flesta filosofernas förespråkande av etisk egoism. Termerna är dock ej att förväxla med Ayn Rands term rationellt egenintresse (eng: "rational self-interest") som används för att beteckna en kombination av rationell egoism och etisk egoism.
Som Nietzsche (i Jenseits von Gut und Böse) och Alasdair MacIntyre (i After Virtue) är kända för att påpeka, så förknippade de gamla grekerna inte moral med altruism som efter-kristna västerländska civilisationer har gjort. Därför kan anhängare av Rand hävda att greker som Aristoteles (för vilken stolthet var en dygd) var etiska egoister. Emellertid, Nietzsche, MacIntyre och grekerna förknippar inte etisk egoism med moral heller. Aristoteles syn, till exempel att vi har skyldigheter till oss själva liksom till andra personer (till exempel vänner) och till polis som helhet.
Termen etisk egoism har också applicerats retroaktivt på filosofer som Bernard de Mandeville och många andra materialister av hans generation, men ingen av dem kallade sig själva egoister.
Etisk egoism strider inte endast mot sekulära altruistiska filosofier, utan även av majoriteten av religionerna. De flesta religioner anser att etisk egoism är produkten av brist på äkta spiritualitet. Framför allt antiegoistiska religioner som kristendom, hinduism och buddhism (se Atman, Anatman och Pudgalavada). I judeo-kristen tradition är främjandet av en individs mål utan hänsyn till den större nyttan grund för synd.